# Przybywa narzeczony
Przybywa narzeczony (ang. Here Comes the Groom) – muzyczna komedia romantyczna z 1951 roku w reżyserii Franka Capry, z udziałem Binga Crosby'ego i Jane Wyman.

## Fabuła
Dziennikarz Pete Garvey (Bing Crosby) pracuje w Paryżu, szukając domów dla sierot wojennych. Działalność przerywa mu ultimatum jego narzeczonej, Emmadel Jones (Jane Wyman), która prosi go, aby wrócił do Bostonu. Garvey zabiera ze sobą dwie adoptowane sieroty, aby wywołać wzruszenie w swojej narzeczonej i przekonać ją, aby go jednak nie opuszczała. Gdy dociera na miejsce jest już za późno. Dziewczyna jest zaręczona z bogatym i przystojnym Wilburem Stanleyem (Franchot Tone). Natomiast Pete musi ożenić się w ciągu pięciu dni, gdyż w przeciwnym razie straci prawo do opieki nad dziećmi.

## Obsada
- Bing Crosby jako Pete Garvey
- Jane Wyman jako Emmadel Jones
- James Barton jako William Jones
- Connie Gilchrist jako Ma Jones
- Robert Keith jako George Degnan
- Alan Freed jako Walter Godfrey
- Franchot Tone jako Wilbur Stanley
- Alexis Smith jako Winifred Stanley
- Ian Wolfe jako wujek Adam
- Louis Armstrong jako on sam
- Phil Harris jako on sam
- Dorothy Lamour jako ona sama

i inni